# بالابلند عشوه‌گر نقش‌باز من
غزلی با مطلع «بالابلند عشوه‌گر نقش‌باز من»، غزل شمارهٔ ۴۰۰ از دیوانِ حافظ در تصحیحِ محمد قزوینی و قاسم غنی است.

## در اجراها
ایرج در برنامهٔ شمارهٔ ۴۹۱ از مجموعهٔ گل‌های رنگارنگ این غزل را در دستگاهِ ماهور اجرا کرده است.